# 45073 Doyanrose
45073 Doyanrose è un asteroide della fascia principale. Scoperto nel 1999, presenta un'orbita caratterizzata da un semiasse maggiore pari a 2,3334086 UA e da un'eccentricità di 0,1487349, inclinata di 6,90734° rispetto all'eclittica.
L'asteroide è dedicato alla statunitense Doyan Rose Ruthroff, madre dello scopritore.